# Сојапанго
Сојапанго (шп. Soyapango) је град у Салвадору у департману Сан Салвадор. Према процени из 2007. у граду је живело 241.403 становника.